# 블러썸스토리
블러썸스토리(영어: Blossom Story)는 대한민국의 드라마 제작사이다. 대표이사는 주방옥,지영주이다.

## 드라마 제작
- 꽃파당: 조선혼담공작소 (JP E&M와 공동제작)
- 모범형사 (JTBC스튜디오와 공동제작)
- 카이로스 (오에이치스토리와 공동제작)
- 복수해라 (하이그라운드, 이야기사냥꾼와 공동제작)